# Libiąż
Libiąż est une ville de Pologne située en voïvodie de Petite-Pologne.

## Jumelages
- Rouvroy (Pas-de-Calais) (France)
- Corciano (Italie)